# 欧州横断輸送ネットワーク

欧州横断輸送ネットワークの地図（2024年）

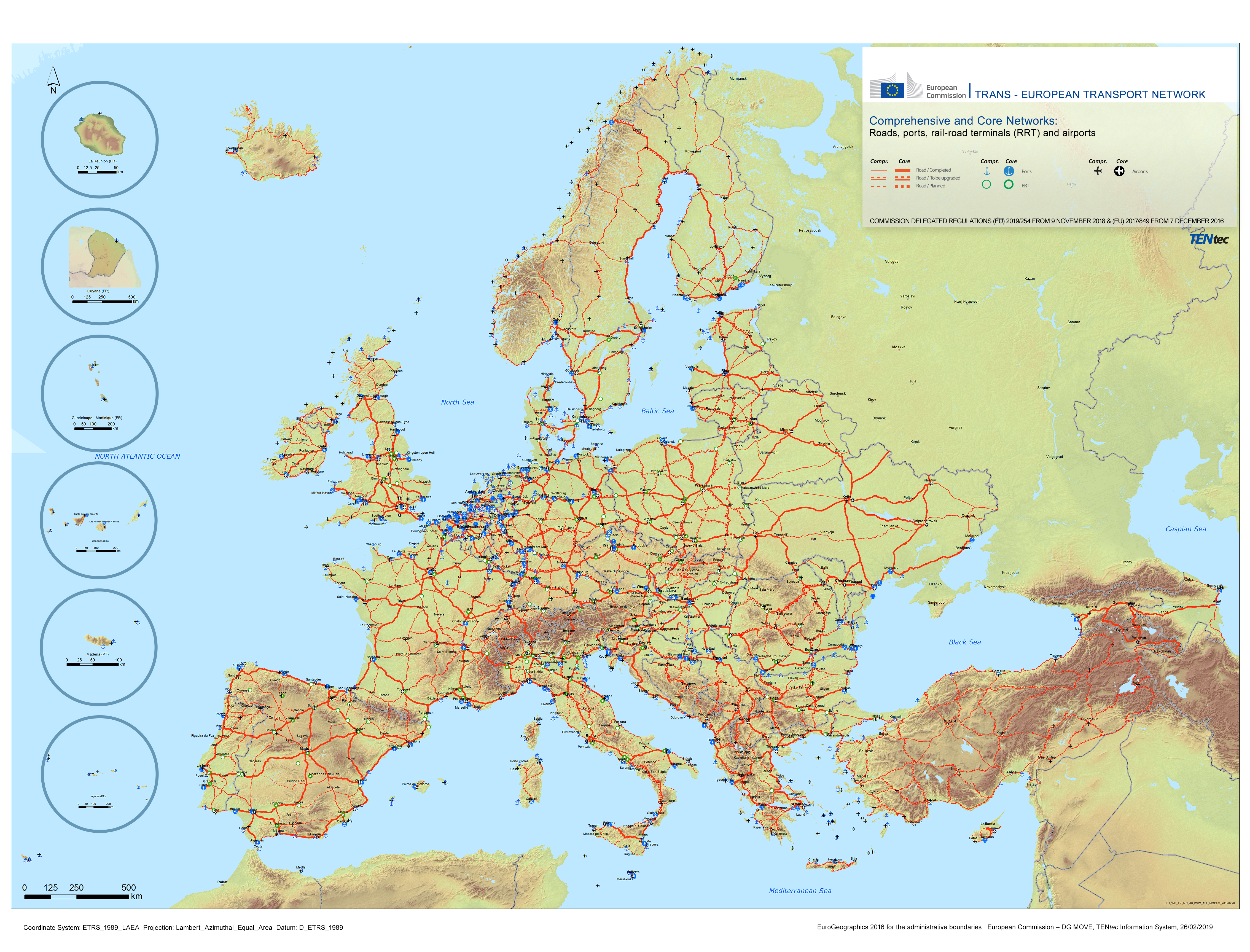
欧州横断輸送ネットワークの全体及びコアネットワークの地図（EU指令2019/154）

欧州横断輸送ネットワーク (英: Trans-European Transport Network, TEN-T) は、欧州連合圏の道路、鉄道、空港、水路の各インフラによる輸送ネットワークである。TEN-Tネットワークは、通信ネットワーク(eTEN)とエネルギーネットワーク(TEN-E, Ten-Energy)を含む、広義の欧州横断ネットワーク(英: Trans-European Networks、TENs)の一部である。欧州委員会は、1990年に欧州横断ネットワークの最初の行動計画を採択した。
TEN-Tは、統合し組み合わせることにより長距離の高速経路を提供する、主要道路、鉄道、運河、空港、海港、内陸港、交通管理システムの調整された改善を想定している。1996年7月に欧州議会と理事会によりTEN-Tの目的、優先順位、およびガイドラインが決定された。EUは、リーダーシップ、調整、ガイドラインの発行、開発の資金調達の側面を組み合わせて、ネットワークの促進に取り組んでいる。
これらの計画は、2013年12月31日をもって欧州横断輸送ネットワーク実行局(英: Trans-European Transport Network Executive Agency:TEN-T EA)に代わりイノベーション・ネットワーク(英: Innovation and Networks Executive Agency:INEA)により技術的および財政的に管理されている。

## 歴史
TEN-Tの指針は、欧州横断輸送ネットワークの開発に関する欧州共同体の指針として、1996年7月23日に欧州議会および理事会により指令 No 1692/96/ECとともに採択された。2001年5月に、欧州議会と理事会は、港、内陸港、インターモーダルターミナルに関するTEN-Tの指針を改正する指令 No 1346/2001/ECを採択した。
2004年4月に、欧州議会と理事会は、欧州横断輸送ネットワークの開発に関する欧州共同体の指針No 1692/96/ECの決定を改正する指令 No 884/2004/ECを採択した。この2004年4月の改正は、EU拡大とそれによる交通流の変化に対応することを目的としたTEN-Tの方針の根本的な変更であった。
2017年には、欧州横断輸送ネットワークは東欧に拡張され、東欧加盟国を含むように決定された。
優先軸および計画
2013年10月17日に、9件の計画が公表された。

それらは以下である。
1. バルト海＝アドリア海回廊 (ポーランド - チェコ/スロバキア - オーストリア - イタリア)
2. 北海＝バルト海回廊 (フィンランド - エストニア - ラトヴィア - リトアニア - ポーランド - ドイツ - オランダ/ベルギー)
3. 地中海回廊 (スペイン - フランス - 北イタリア - スロヴェニア - クロアチア - ハンガリー)
4. 東部/東地中海回廊 (ドイツ - チェコ - ハンガリー - ルーマニア - ブルガリア - ギリシア - キプロス)
5. スカンジナビア＝地中海回廊 (フィンランド - スウェーデン - デンマーク - ドイツ - オーストリア - イタリア)
6. ライン川＝アルプス回廊 (オランダ/ベルギー - ドイツ - スイス - イタリア)
7. 大西洋回廊 (ポルトガル - スペイン - フランス)
8. 北海＝地中海回廊 (アイルランド - 英国 - オランダ - ベルギー - ルクセンブルク - 南フランス)注:英国のEU脱退により、アイルランド - ベルギー - オランダおよびアイルランド - フランスに変更
9. ライン川＝ドナウ川回廊 (ドイツ - オーストリア - スロヴァキア - ハンガリー - ルーマニア　水路が主)

2021年7月、EU規則2021/1153（欧州接続ファシリティ2）により、9つのコアネットワーク回廊が部分的に（例：大西洋、北海＝バルト海、スカンジナビア＝地中海）大幅に拡大された。一方、ブレグジットの影響で、北海＝地中海回廊はアイルランド – ベルギー・オランダおよびアイルランド – フランスに変更された。
2021年12月、欧州委員会は新しいTEN-Tガイドラインに関する規則案（COM 2021/821）を提出し、その中で、いくつかのコアネットワーク回廊（オリエント＝東地中海、北海＝地中海）の解消、それらを他の回廊（ライン＝ドナウ、北海＝アルプス）に統合すること、新たに整合された回廊（バルト海＝黒海＝エーゲ海、西バルカン）を創設することなどを提案している。
近隣地域への接続
TEN-Tのバルカン地域（アルバニア、ボスニア・ヘルツェゴビナ、コソボ、モンテネグロ、北マケドニア、セルビア）における開発は、2017年に南東ヨーロッパ交通共同体（Southeast Europe Transport Community、単にTransport Communityとも）に委任された。
2017年には、TEN-Tが東ヨーロッパへさらに拡大され、東方パートナーシップの加盟国（アルメニア、アゼルバイジャン、ベラルーシ、ジョージア、モルドバ、ウクライナ）が含まれることが決定された。TEN-Tの最東端への拡大は、2019年2月にアルメニアに到達した。
2021年の提案では、TEN-Tの接続はイギリス、スイス、地中海南部、トルコ、西バルカン諸国にも拡大されることが予定されている。
2022年7月には、汎ヨーロッパ回廊の4回廊をモルドバおよびウクライナと結び、ロシアとベラルーシをTEN-Tの地図から除外することが合意された。2023年8月の報告では、モルドバとウクライナをEUの鉄道網に統合するために標準軌（1435mm）の線路を拡張することが推奨され、一部の路線は建設中の混乱を避けるために1520mmの線路と並行して敷設されることが提案された。

## 主要ネットワーク
これがTEN-T主要ネットワーク回廊の全リストである。
| 回廊番号 | 名称                       | 始点           | 経由地                      | 終点           | 距離(km)   |
| -------- | -------------------------- | -------------- | --------------------------- | -------------- | ---------- |
| 1        | バルト海＝アドリア海回廊   | グディニャ     | ウィーン                    | ラヴェンナ     | 2,400 km   |
| 2        | 北海＝バルト海回廊         | ヘルシンキ     | ワルシャワ                  | アントワープ   | 3,200 km   |
| 3        | 地中海回廊                 | アルヘシラス   | リヨン – ヴェネツィア       | ミシュコルツ   | ~ 3,000 km |
| 4        | 東部＝東地中海回廊         | ハンブルク     | ブダペスト – ソフィア       | ニコシア       | ~ 3,700 km |
| 5        | スカンジナビア＝地中海回廊 | ヘルシンキ     | コペンハーゲン – ミュンヘン | バレッタ       | 4,858 km   |
| 6        | ライン川＝アルプス回廊     | ジェノヴァ     | ケルン                      | ロッテルダム   | 1,300 km   |
| 7        | 大西洋回廊                 | リスボン       | ビトリア＝ガステイス        | ストラスブール | 8,200 km   |
| 8        | 北海＝地中海回廊           | ダブリン       | コーク – ル・アーヴル       | ブリュッセル   | 933 km     |
| 9        | ライン川＝ドナウ川回廊     | ストラスブール | ブダペスト                  | コンスタンツァ | 2137km     |

## 資金調達年表
TEN-T方針の実施に対する財政的支援は、以下の規則に由来している。
- EC規則 No 2236/95 1995年9月19日 欧州横断ネットワークの領域での欧州共同体の財政支援許可に関する一般規則[21]

- EC規則 No 1655/1999 1999年7月19日の欧州議会および理事会によるEC規則 No 2236/95の改定[22]

- EC規則 No 807/2004 2004年4月21日の欧州議会および理事会によるEC規則 No 2236/95の改定[23]

- EC規則 No 680/2007 2007年6月20日の欧州議会および理事会による欧州横断輸送/エネルギーネットワークに対する欧州共同体の財政支援を許諾する一般規則[24][注釈 1]

- EC規則 No 1316/2013 2013年12月11日のコネクティングヨーロッパファシリティ設立、および、EC規則 No 913/2010の修正、EC規則 No 680/2007 と EC規則 No 67/2010 の廃止[25][注釈 2]

- EC規則 No 2021/1153 2021年7月7日のコネクティングヨーロッパファシリティの設立、および、EC規則 No 1316/2013 と EC規則 No 283/2014 の廃止[26]

概して、TEN-T計画はほとんどが国家予算で賄われている。その他の財源は、欧州共同体基金(欧州地域開発基金, 結束基金, TEN-T財源)、国際金融機関(欧州投資銀行など)からの融資、および私的出資会社、などである。

## 輸送ネットワーク一覧
各輸送モードにはネットワークがある。そのネットワークは以下である。
- 欧州横断道路ネットワーク
- 欧州横断鉄道ネットワーク(欧州横断高速鉄道ネットワークと欧州横断在来鉄道ネットワークを含む)
- 欧州横断内陸水路ネットワークおよび内陸港
- 欧州横断海港ネットワーク
- 海の高速道路 (No 884/2004/ECで追加された[4])
- 欧州横断空港ネットワーク
- 欧州横断複合輸送ネットワーク
- 欧州横断配送管理情報ネットワーク
- 欧州横断航空交通管理ネットワーク("欧州の空はひとつ"コンセプト、SESARコンセプトを含む)
- 欧州横断位置特定およびナビゲーションネットワーク(ガリレオを含む)

## 以前の優先事項
1994年のエッセン会議にて欧州理事会は当時の副委員長ヘニング・クリストファーゼンを頭とするグループにより計画された14のTEN-Tの特定の計画のリストを承認した。ヴァン・ミエルトのTEN-T上位グループからの2003年の勧告に従い、委員会は2010年までに立ち上げられる30の優先計画のリストをまとめた。
30の軸と優先計画は以下だった。
1. 鉄道軸: ベルリン - ヴェローナ/ミラノ - ボローニャ - ナポリ - メッシーナ - パレルモ
2. 高速鉄道軸: パリ - ブリュッセル - ケルン - アムステルダム - ロンドン
3. 高速鉄道軸(欧州南西部)
4. 高速鉄道軸(欧州東部)
5. ベートゥヴェルート
6. 鉄道軸 リヨン - トリエステ - ディヴァーチャ/コペル - ディヴァーチャ - リュブリャナ - ブダペスト - ウクライナ国境[27]:34
7. 高速道路軸 イグメニツァ/パトラス - アテネ - ソフィア - ブダペスト
8. 複合モード軸 ポルトガル/スペイン - その他の欧州
9. 鉄道軸 コーク - ダブリン - ベルファスト - ストランラー
10. マルペンサ空港
11. オーレスン・リンク
12. ノルディック・トライアングル鉄道/道路軸
13. UK/アイルランド/ベネルクス道路軸
14. ウェスト・コースト本線
15. ガリレオ
16. 貨物鉄道軸 シーネス/アルヘシラス - マドリッド - パリ
17. 鉄道軸 パリ - ストラスブール - シュトゥットガルト - ウィーン - ブラティスラヴァ
18. ライン川/マース川 - マイン川 - ドナウ川 内陸水路軸
19. イベリア半島高速鉄道相互運用
20. フェーマルン・ベルトトンネル
21. 海の高速道路
22. 鉄道軸 アテネ - ソフィア - ブダペスト - ウィーン - プラハ - ニュルンベルク/ドレスデン
23. 鉄道軸 グダンスク - ワルシャワ - ブルーノ/ブラティスラヴァ -  ウィーン
24. 鉄道軸 リヨン/ジェノヴァ - バーゼル - ドュイスブルク - ロッテルダム/アントワープ
25. 高速道路軸 グダンスク - ブルーノ/ブラティスラヴァ - ウィーン
26. 鉄道/道路軸 アイルランド/UK/欧州大陸
27. バルト海鉄道軸 ワルシャワ - カウナス - リーガ - タリン - ヘルシンキ
28. ユーロキャップ鉄道軸 ブリュッセル - ルクセンブルク - ストラスブール
29. 鉄道軸 イオニア海/アドリア海複合モード回廊
30. 内陸水路 セーヌ川 - スヘルデ川

2019時点で、2、5、11は完成している。また、12と17のように進行中のものもあり、20と27のように着手前のものもある。

## 関連ネットワーク
TENsのネットワークに加えて、10の汎ヨーロッパ回廊がある。これらは主要都市と港、主に東欧域で大規模な投資が必要とされている。
欧州内の主要道路ネットワークが、欧州自動車道路として定義されている。これは国際連合欧州経済委員会により決められている。これらには、"E"+番号の形(例"E1")で道路名がつけられている。